# Giovanni Sostero
Giovanni Sostero  (Udine, 18 mars 1964 – Udine, 6 décembre 2012), était un astronome amateur italien.

## Biographie
Il s'est intéressé à l'astronomie depuis l'âge de 10 ans et a été un partenaire de l'Association frioulane d'astronomie et de météorologie de Remanzacco, dont il a été président pendant une longue période. Il était également membre honoraire de l'observatoire astronomique de Višnjan en Istrie.
Il a toujours été actif dans le domaine de la vulgarisation de l'astronomie, Sostero se distingue aussi pour ses nombreuses contributions scientifiques, dont certaines sont publiées dans des revues d'astronomie professionnelle.
Ses intérêts de recherche se sont portés principalement sur les petits corps du système solaire (astéroïdes et, surtout comètes) mais aussi sur les étoiles variables (AAVSO, SUG...). Il a codécouvert l'astéroïde (200052) Sinigaglia.
Il a découvert plusieurs supernovae : 2009jp, 2008ae, 2008f, 2007cl, 2006br, 2006bm, 2006h, 2006B, 2005ly, 2005kz, 2005kc. En outre, en 2000, il codécouvre une nova au sein de M31.
Il est décédé en 2012 à l'âge de 48 ans à la suite d'une crise cardiaque.

## Distinctions
Sostero a reçu en 2006 le Météore d'Or de la Ville de Secinaro dans la section des comètes et en 2008, le prix G. Ruggieri de l'UAI.
L'astéroïde (9878) Sostero (nommé provisoirement 1994 FQ) a été nommé en son honneur,.
Un prix portant son nom existe également aujourd'hui.